# 許國忠 (隆慶舉人)
許國忠（16世紀—16世紀），字宗明，右軍都督府宣州衛人，明朝政治人物。

## 生平
許國忠是隆慶四年（1570年）庚午科應天鄉試第一百三十四名舉人，授處州同知，為人慈祥廉潔，代理府內縣事以仁明稱譽，又曾修復地方浮橋，泊鹽船於上河，修學築壩，愛士恤民，停止開採杜絕弊端，八年後陞處州知府，更加勵精圖治。

## 引用
1. 1 2  光緒《宣城縣志·卷十五·人物》：許國忠，由舉人同知處州，厯攝府縣篆，建議復浮橋於故址，泊鹽船於上河，修學築壩，止開採以杜釁隙，擢處州府知府。 《浙江通志》新增，見省志
2. ↑  光緒《宣城縣志·卷十三·選舉》：舉鄉 明……（隆慶）庚午……許國忠 宣州衛人，字宗明，仕至處州府知府
3. ↑  光緒《處州府志·卷十三·文職一》：處州府 知府……明……許國忠宣城人，舉人，同知府事，慈祥廉潔，厯署府縣咸以仁稱，如復浮橋於故址，泊鹽船於上河，修學築壩，愛士恤民，止開採杜釁端，任八載擢本府知府，益勵精圖治。